# 유성 (호숙후)
유성(劉聖, ? ~ ?)은 전한 중기의 제후로, 강도역왕의 손자이다.

## 행적
원정 5년(기원전 112년), 아버지 유서행의 뒤를 이어 호숙후(胡孰侯)에 봉해졌다. 《사기》에는 '금후'(今侯)라고 기록되어 있어 유성이 사기 집필 당시에도 작위를 유지한 것으로 나타나는데, 《한서》에는 다음과 같이 덧붙여져 있다.
봉지의 백성 중 호적이 없는 자가 발견되었다. 그 백성은 노역형으로 죄값을 치렀으나 살인까지 저질렀고, 유성은 책임을 물어 작위가 박탈되었다.

한서에는 유성의 습작 기사의 바로 뒤에 박탈 기사가 함께 실려 있기 때문에, 습작한 해에 막바로 박탈된 것으로 해석될 수 있으나, 사기의 기록과 상충하기 때문에 단정할 수 없다.

## 출전
- 사마천, 《사기》 권21 건원이래왕자후자연표
- 반고, 《한서》 권15상 왕자후표 上